# NGC 4312
NGC 4312 é uma galáxia espiral (Sab) localizada na direcção da constelação de Coma Berenices. Possui uma declinação de +15° 32' 17" e uma ascensão recta de 12 horas, 22 minutos e 31,4 segundos.
A galáxia NGC 4312 foi descoberta em 14 de Janeiro de 1787 por William Herschel.